# 5741
5741（五千七百四十一、ごせんななひゃくよんじゅういち）は自然数、また整数において、5740の次で5742の前の数である。

## 性質
- 5741は755番目の素数である。1つ前は5737、次は5743。
  - 約数の和は5742。
- (5741, 5743) は140番目の双子素数である。1つ前は(5657, 5659)、次は(5849, 5851) 。
- (5737, 5741, 5743) は46番目の (p, p + 4, p + 6) 型の三つ子素数である。1つ前は (5653, 5657, 5659)、次は (6547, 6551, 6553)。
- 130番目のソフィー・ジェルマン素数である。1つ前は5711、次は5849。
- 11番目のペル数である。1つ前は2378、次は13860。
  - ペル数が素数になる4番目の数である。1つ前は29、次は33461。
- 18番目のマルコフ数である。1つ前は4181、次は6466。
  - 22 + 9852 + 57412 = 3 × 2 × 985 × 5741
  - マルコフ数が素数になる10番目の数である。1つ前は2897、次は7561。
- 41番目の中心つき七角数である。1つ前は5461、次は6028。
- 2 × 57412 − 1 = 65918161 であり、2n 2 − 1 が平方数になる6番目の数である。1つ前は985、次は33461。(オンライン整数列大辞典の数列 A001653)
- 5741 + 2 = 5743, 5741 × 2 + 1 = 11483 であり、n + 2 と 2n + 1 が素数になる43番目の数である。1つ前は5639、次は5849。(オンライン整数列大辞典の数列 A045536)
- 5741 = 7 × 94 + 1/8
  - n = 4 のときの 7 × 9n + 1/8 の値とみたとき1つ前は638、次は51668。(オンライン整数列大辞典の数列 A187709)
- 5741 = 94 − 93 − 92 − 9 − 1
  - n = 9 のときの n4 − n3 − n2 − n − 1 の値とみたとき1つ前は3511、次は8889。(オンライン整数列大辞典の数列 A125082)
- 1/5741 は循環節の長さが5740の循環小数になる。
  - 逆数が循環小数になる数で循環節が5740になる最小の数である。次は11482。
  - 循環節が n − 1 である巡回数を作る288番目の素数である。1つ前は5737、次は5743。
  - 次の素数 5743 もこの仲間であり、双子素数のうち20番目の組み合わせとなる。1つ前は (5657, 5659)、次は (6659, 6661)。(オンライン整数列大辞典の数列 A243096)